# NASCAR 07
NASCAR 07 é o 10.º jogo da série de videogames NASCAR da EA Sports. O jogo foi desenvolvido pela EA Tiburon e lançado em 6 de Setembro de 2006 para o PlayStation 2, PlayStation Portable e Xbox.
Na capa norte-americana aparece Elliott Sadler, piloto do carro M&M's #38 da Ford Fusion. Na capa européia aparece Matt Kenseth, piloto do carro DeWalt Power Tools #17 da Ford Fusion. Este é o primeiro jogo desde NASCAR 2001 à não incluir um subtítulo no nome. O jogo mantém a mesma equipe do NASCAR 06: Total Team Control, embora não adicione nenhuma mudança na jogabilidade. Entretanto, nos gráficos há uma adição do Blurring Effect (Efeito Enbaçador) que dá uma noção maior de velocidade, e o ritmo do jogo foi aumentado consideravelmente. Este também é o segundo jogo da EA Sports da NASCAR a ter versão para um console portátil (o primeiro foi o NASCAR 2000 para Game Boy Color). A versão de PlayStation Portable é simplesmente chamada de NASCAR.
Os pilotos da NEXTEL Cup Series e da National Series (Busch Series) são os mesmos do início da Temporada de 2006, embora tenha algumas diferenças. Kevin Harvick dirige o Hershey's Kissables #29 da Chevrolet Monte Carlo SS na abertura da Busch Series em Daytona enquanto Jeff Burton dirige o United States Coast Guard #21 da Chevrolet Monte Carlo SS. Harvick dirigiu o carro #21 o restante da temporada (além de algumas corridas selecionadas) até vencer o Campeonato de 2006 da NASCAR Busch Series. Também, no meio de Agosto, Elliott Sadler deixou o carro #38 e foi substituído por Jeremy Mayfield do carro Dodge Dealers #19 da UAW/Dodge Charger. Uma outra grande diferença é que não há mais tantas pinturas de carros, como em anos atrás. De fato, só há treze pinturas especiais avaliáveis para os pilotos da NEXTEL Cup, e uma outra pintura para o Greg Biffle da National Guard/Jackson Hewitt, todas as pinturas iriam ser excluídas, deixando apenas um par para cada equipe na Temporada de 2006 da NASCAR Nextel Cup Series.

## Pilotos
Embora haja um grande número de pilotos reais na NEXTEL Cup Series, National Series (Busch Series) e Craftsman Truck Series no NASCAR 07,
os pilotos fictícios continuam presentes, patrocinados por marcas também fictícias ou que não são usadas. Entretanto, a Whelen Modified Tour é feita inteiramente por pilotos fictícios. A lista de pilotos da NEXTEL Cup Series, National Series (Busch Series) e Craftsman Truck Series com suas pinturas e marcas da NASCAR 07 são:

### NEXTEL Cup
| Nº do Carro | Piloto             | Patrocinador Primário        | Esquema de Pintura Alternativa             | Marca     |
| ----------- | ------------------ | ---------------------------- | ------------------------------------------ | --------- |
| 01          | Joe Nemechek       | U.S. ARMY                    |                                            | Chevrolet |
| 1           | Martin Truex Jr.   | Bass Pro Shops/Tracker Boats |                                            | 2         |
| 2           | Kurt Busch         | Miller Lite                  |                                            | Dodge     |
| 5           | Kyle Busch         | Kellogg's                    |                                            | Chevrolet |
| 6           | Mark Martin        | AAA                          |                                            | Ford      |
| 7           | Robby Gordon       | Menards                      |                                            | Chevrolet |
| 8           | Dale Earnhardt Jr. | Budweiser                    |                                            | Chevrolet |
| 9           | Kasey Kahne        | Dodge Dealers/UAW            |                                            | Dodge     |
| 10          | Scott Riggs        | Valvoline/Stanley Tools      | Stanley Tools                              | Dodge     |
| 11          | Denny Hamlin       | FedEx Express                | FedEx Freight, FedEx Ground, FedEx Kinko's | Chevrolet |
| 12          | Ryan Newman        | Alltel                       | Mobil 1                                    | Dodge     |
| 14          | Sterling Marlin    | Waste Management             |                                            | Chevrolet |
| 15          | Paul Menard        | Quaker State/Menards         |                                            | Chevrolet |
| 16          | Greg Biffle        | National Guard               | National Guard / Jackson Hewitt, Subway    | Ford      |
| 17          | Matt Kenseth       | DeWalt Power Tools           | R+L Carriers, USG Sheetrock, Carhartt      | Ford      |
| 18          | J. J. Yeley        | Interstate Batteries         |                                            | Chevrolet |
| 19          | Jeremy Mayfield    | Dodge Dealers / UAW          |                                            | Dodge     |
| 20          | Tony Stewart       | The Home Depot               |                                            | Chevrolet |
| 22          | Dave Blaney        | Caterpillar                  |                                            | Dodge     |
| 24          | Jeff Gordon        | DuPont Automotive Finishes   |                                            | Chevrolet |
| 25          | Brian Vickers      | GMAC                         |                                            | Chevrolet |
| 26          | Jamie McMurray     | IRWIN Industrial Tools       | Sharpie, LENOX Industrial Tools            | Ford      |
| 29          | Kevin Harvick      | GM Goodwrench                |                                            | Chevrolet |
| 31          | Jeff Burton        | Cingular Wireless            |                                            | Chevrolet |
| 38          | Elliott Sadler     | M&M's                        |                                            | Ford      |
| 40          | David Stremme      | David Stremme                | Lone Star Steakhouse & Saloon              | Dodge     |
| 41          | Reed Sorenson      | Target                       |                                            | Dodge     |
| 42          | Casey Mears        | Texaco / Havoline            |                                            | Dodge     |
| 43          | Bobby Labonte      | Cheerios / Betty Crocker     |                                            | Dodge     |
| 45          | Kyle Petty         | Wells Fargo                  |                                            | Dodge     |
| 48          | Jimmie Johnson     | Lowe's Home Improvement      |                                            | Chevrolet |
| 55          | Michael Waltrip    | NAPA Auto Parts              |                                            | Dodge     |
| 66          | Jeff Green         | Best Buy                     |                                            | Chevrolet |
| 88          | Dale Jarrett       | UPS                          |                                            | Ford      |
| 96          | Tony Raines        | DLP Texas Instruments HDTV   |                                            | Chevrolet |

### Busch (National)
| Nº do Carro | Piloto             | Patrocinador Primário          | Esquema de Pintura Alternativa | Marca     |
| ----------- | ------------------ | ------------------------------ | ------------------------------ | --------- |
| 2           | Clint Bowyer       | ACDelco                        |                                | Chevrolet |
| 5           | Kyle Busch         | Lowe's Home Improvement        |                                | Chevrolet |
| 06          | Todd Kluever       | 3M                             | 3M Post-It Notes               | Ford      |
| 6           | Mark Martin        | Pennzoil Platinum              |                                | Ford      |
| 8           | Dale Earnhardt Jr. | Oreo / Ritz                    |                                | Chevrolet |
| 8           | Martin Truex Jr.   | Bass Pro Shops / Tracker Boats |                                | Chevrolet |
| 9           | Jeremy Mayfield    | Ragú / Unilever Brands         |                                | Dodge     |
| 9           | Boris Said         | Ingersoll Rand                 |                                | Dodge     |
| 10          | John Andretti      | Freedom Roads / RVs.com        |                                | Ford      |
| 11          | Paul Menard        | Johns-Manville / Menards       |                                | Chevrolet |
| 16          | Greg Biffle        | Ameriquest                     |                                | Ford      |
| 17          | Matt Kenseth       | Pennzoil Platinum              |                                | Ford      |
| 18          | J.J. Yeley         | Vigoro                         |                                | Chevrolet |
| 20          | Denny Hamlin       | Rockwell Automation            |                                | Chevrolet |
| 21          | Jeff Burton        | Coast Guard                    |                                | Chevrolet |
| 22          | Kenny Wallace      | AutoZone                       |                                | Ford      |
| 29          | Kevin Harvick      | Hershey's Kissables            |                                | Chevrolet |
| 33          | Ron Hornaday       | Outdoor Channel                |                                | Chevrolet |
| 33          | Tony Stewart       | Old Spice                      |                                | Chevrolet |
| 39          | Kurt Busch         | Penske Truck Rental            |                                | Dodge     |
| 39          | Ryan Newman        | Alltel My Circle               |                                | Dodge     |
| 41          | Reed Sorenson      | Discount Tire                  |                                | Dodge     |
| 42          | Casey Mears        | Texaco / Havoline              |                                | Dodge     |
| 48          | Jimmie Johnson     | Lowe's Kobalt Tools            |                                | Chevrolet |
| 50          | Danny O'Quinn Jr.  | World Financial Group          |                                | Ford      |
| 57          | Brian Vickers      | Ore-Ida Extra Crispy           |                                | Chevrolet |
| 77          | Burney Lamar       | Dollar General                 |                                | Chevrolet |
| 90          | Elliott Sadler     | Citi Financial                 |                                | Ford      |
| 98          | Erin Crocker       | Cheerios / Betty Crocker       |                                | Dodge     |

### Craftsman Truck
| Nº do Carro | Piloto             | Patrocinador Primário       | Esquema de Pintura Alternativa |
| ----------- | ------------------ | --------------------------- | ------------------------------ |
| 04          | Scott Lagasse Jr.  | Dodge / HEMI                |                                |
| 4           | Timothy Peters     | Dodge Motorsports           |                                |
| 6           | David Ragan        | Scotts / Miracle-Gro        |                                |
| 9           | Ted Musgrave       | Team ASE / GERMAIN          |                                |
| 18          | Bobby Hamilton Sr. | Fastenal                    |                                |
| 22          | Bill Lester        | Checkers                    |                                |
| 30          | Todd Bodine        | Germain Motorsports         |                                |
| 33          | Ron Hornaday       | Kevin Harvick Inc.          |                                |
| 47          | Kraig Kinser       | Centrix                     | U.S. ARMY                      |
| 98          | Erin Crocker       | Cheerios / Hamburger Helper |                                |
| 99          | Erik Darnell       | Woolrich                    |                                |

## Pistas

### NEXTEL Cup
- Atlanta Motor Speedway
- Bristol Motor Speedway
- California Speedway
- Chicagoland Speedway
- Darlington Raceway
- Daytona International Speedway
- Dover International Speedway
- Homestead-Miami Speedway
- Indianapolis Motor Speedway
- Infineon Raceway
- Kansas Speedway
- Las Vegas Motor Speedway
- Lowe's Motor Speedway
- Martinsville Speedway
- Michigan International Speedway
- New Hampshire International Speedway
- Pocono Raceway
- Phoenix International Raceway
- Richmond International Raceway
- Talladega Superspeedway
- Texas Motor Speedway
- Watkins Glen International

### National (Busch)/Craftsman Truck
- Indianapolis Raceway Park
- Milwaukee Mile
- Nazareth Speedway
- Nota: Nazareth Speedway continua no jogo, mesmo após a pista encerrar suas operações em 2004.

### Pistas Fictícias
- Allstate Speedway (baseada em Rockingham Speedway)
- Daytona Infield Road Course
- Devil's Canyon Speedway
- Dockside International Raceway
- Dodge Raceway
- Meadow Creek Speedway (baseada em Concord Motorsport Park de meia milha)
- New York Metro Speedway
- Old Spice High Endurance Speedway (baseada em Riverside International Raceway)
- Phoenix Infield Road Course
- Red Ball Raceway
- Speedway Blvd.
- Talladega Infield Road Course
- Texas Infield Road Course
- Wal-Mart Raceway

## Trilha sonora
| Música                        | Artista                       | Álbum                       |
| ----------------------------- | ----------------------------- | --------------------------- |
| The Diary of Jane             | Breaking Benjamin             | Phobia                      |
| Going Fast                    | Gary Nichols                  | Gary Nichols                |
| Ain't Gonna Stop              | James Otto                    |                             |
| Frustration, Tragedy and Lies | Lazy Cowgirls                 | Ragged Soul                 |
| Electric Rodeo                | Shooter Jennings              | Electric Rodeo              |
| Steady At The Wheel           | Shooter Jennings              | Put the "O" Back in Country |
| 40 Miles To Vegas             | Southern Culture on the Skids | Plastic Seat Sweat          |
| Blood Red                     | The Hangmen                   | Loteria (álbum)             |
| Soft Smoke                    | The Pink Spiders              | Teenage Graffiti            |
| Southern Hallelujah           | Trace Adkins                  | Dangerous Man               |
| Country Is My Rock            | Trent Tomlinson               | Country Is My Rock          |
| I'm Doin' Alright             | Van Zant                      | Get Right With The Man      |